# Praon brevepetiolatum
Praon brevepetiolatum är en stekelart som beskrevs av Chiriac 1996. Praon brevepetiolatum ingår i släktet Praon och familjen bracksteklar. Inga underarter finns listade i Catalogue of Life.